# Jefferson (Texas)
Jefferson is een plaats (city) in de Amerikaanse staat Texas en valt bestuurlijk gezien onder Marion County.

## Demografie
Bij de volkstelling in 2000 werd het aantal inwoners vastgesteld op 2024.
In 2006 is het aantal inwoners door het United States Census Bureau geschat op 1994, een daling van 30 (-1.5%).

## Geografie
Volgens het United States Census Bureau beslaat de plaats een oppervlakte van
11,5 km², waarvan 11,3 km² land en 0,2 km² water. Jefferson ligt op ongeveer 59 m boven zeeniveau.

## Plaatsen in de nabije omgeving
De onderstaande figuur toont nabijgelegen plaatsen in een straal van 28 km rond Jefferson.